# 即応模試
即応模試（そくおうもし）とは、2018年までZ会の主催、共催をしていた大学受験生向けの志望大学対応の模擬試験の名称である。略称は、「即応」。河合塾と提携していた際の共催模試の名称は「即応オープン」であったが、駿台予備学校との提携以後も駿台側の「実戦」(駿台模試)の名称は提携前と変更されなかったことから、「即応」の名称は消滅した。

## 模試の種類
2019年現在実施されている模試は駿台模試の項を参照。以下の模試はかつて行われていたもの。
- 早大・慶大即応模試
- 東大即応オープン
- 京大即応オープン
- 阪大即応オープン